# نگین‌شهر
نگین‌شهر شهری از توابع بخش مرکزی شهرستان آزادشهر در استان گلستان ایران است.
جمعیت نگین‌شهر در سال ۱۳۹۵، برابر با ۸٬۱۳۸ (۲٬۰۷۶ خانوار) نفر بوده‌است.
نگین‌شهر با ۷۰۰ هکتار وسعت در شرق شهرستان آزادشهر قرار دارد و از مرکز شهرستان حدود ۵کیلومتر فاصله دارد.
این شهر در دی‌ماه سال ۱۳۸۳ خورشیدی با موافقت محمد خاتمی رئیس‌جمهور وقت، بنیاد شد.